# Jason Kelce
Jason Kelce (ur. 5 listopada 1987 w Cleveland w stanie Ohio) – były zawodnik futbolu amerykańskiego, grający na pozycji centra. W rozgrywkach akademickich NCAA występował w drużynie Cincinnati Bearcats.
W roku 2011 przystąpił do draftu NFL. Został wybrany przez drużynę Philadelphia Eagles w szóstej rundzie (191. wybór). W drużynie z Pensylwanii występował do końca kariery zakończonej po sezonie 2023.